# Athens (Virgínia de l'Oest)
Athens és una població dels Estats Units a l'estat de Virgínia de l'Oest. Segons el cens del 2000 tenia 1.102 habitants.

## Demografia
Segons el cens del 2000, Athens tenia 1.102 habitants, 359 habitatges, i 199 famílies. La densitat de població era de 989,5 habitants per km².
Dels 359 habitatges en un 20,3% hi vivien nens de menys de 18 anys, en un 43,7% hi vivien parelles casades, en un 10% dones solteres, i en un 44,3% no eren unitats familiars. En el 32,9% dels habitatges hi vivien persones soles el 14,8% de les quals corresponia a persones de 65 anys o més que vivien soles. El nombre mitjà de persones vivint en cada habitatge era de 2,14 i el nombre mitjà de persones que vivien en cada família era de 2,74.
Per edats la població es repartia de la següent manera: un 12,7% tenia menys de 18 anys, un 40,1% entre 18 i 24, un 17,4% entre 25 i 44, un 17,4% de 45 a 60 i un 12,3% 65 anys o més.
L'edat mediana era de 24 anys. Per cada 100 dones de 18 o més anys hi havia 156,5 homes.
La renda mediana per habitatge era de 27.260 $ i la renda mediana per família de 45.694 $. Els homes tenien una renda mediana de 28.214 $ mentre que les dones 20.268 $. La renda per capita de la població era de 13.553 $. Entorn del 9,7% de les famílies i el 20,7% de la població estaven per davall del llindar de pobresa.

## Poblacions més properes
El següent diagrama mostra les poblacions més properes.